# Бреуэр, Клас
Клас Ян Бреуэр (нидерл. Klaas Jan Breeuwer; 25 ноября 1901, Зандам, Северная Голландия — 25 апреля 1961, Харлем) — нидерландский футболист, игравший на позиции нападающего.
Начинал карьеру в клубе ЗВВ из Зандама, а в возрасте 21 года дебютировал в основном составе «Харлема». С 1926 года защищал цвета клуба ЗФК, а в 1929 году вернулся в «Харлем», в составе которого в 1932 году выиграл чемпионат второго класса Нидерландов. За «Харлем» провёл 91 матч и забил 85 голов, автор 13 хет-триков.
В составе сборной Нидерландов сыграл один матч — участник Олимпийских игр 1924 года.

## Личная жизнь
Клас Ян родился в ноябре 1901 года в городе Зандам. Отец — Ян Янсзон Бреуэр, мать — Бертье Коппис, оба родителя были родом из Зандама. Помимо него, в семье была старшая дочь по имени Нелтье.
Бреуэр женился в возрасте двадцати семи лет — его избранницей стала 20-летняя Йоханна Бернардина Жанне Копман, победительница первого конкурса красоты Мисс Голландия. Их брак был зарегистрирован 30 октября 1929 года в Зандаме. Вскоре после свадьбы они поселились в Харлеме. Копман родилась в Амстердаме, но выросла в Зандаме — её отец был родом из лютеранской семьи, а мать была еврейкой. В октябре 1944 года в семье Бреуэра родился сын Ханс.
После войны Клас стал работать в компании «Ajax de Boer», которая занималась производством противопожарного оборудования, он начинал как представитель, а позже получил должность заместителя директора.
Умер после непродолжительно болезни 25 апреля 1961 года в возрасте 59 лет в Харлеме. Похоронен 28 апреля на территории кладбища Вестервелд.

## Матчи и голы за сборную
| № | Дата        | Оппонент | Д / Г | Счёт | Голы | Соревнование          |
| - | ----------- | -------- | ----- | ---- | ---- | --------------------- |
| 1 | 8 июня 1924 | Швеция   | Д     | 1:1  | —    | Олимпийские игры 1924 |

Итого: 1 матч / 0 голов; 1 ничья.